# Pudagla
Pudagla là một đô thị trong huyện Vorpommern-Greifswald (trước thuộc huyện Ostvorpommern), bang Mecklenburg-Vorpommern, miền bắc nước Đức.

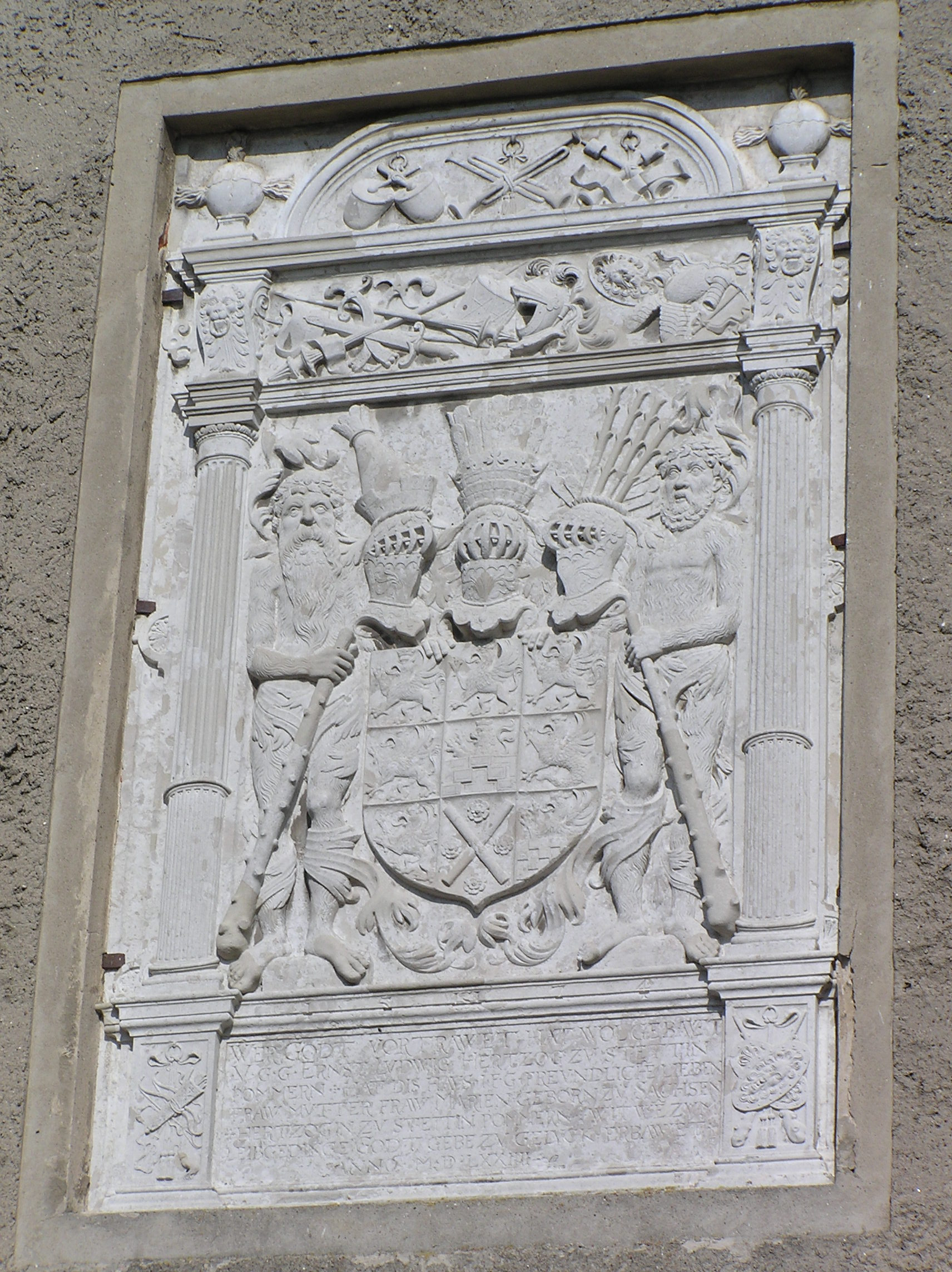
Coat of Arms of the House of Pomerania, Pudagla palace